# Benno M. Nigg
Benno Maurus Nigg (* 10. April 1938 in Walenstadt, Kanton St. Gallen) ist ein schweizerisch-kanadischer Sportwissenschaftler und Biomechaniker.
Nach Matur und Militärdienst in Einsiedeln studierte er Physik an der TU Hannover und der Eidgenössischen Technischen Hochschule (ETH). Das Studium schloss er 1965 als Dipl. Ing. ab. Nach sechs Jahren Unterrichtstätigkeit am Lyceum Alpinum Zuoz wurde er der wissenschaftliche Leiter des Biomechaniklabors der ETH bei Wartenweiler. 1975 wurde er an der ETH zum Dr. sc. nat. promoviert. 1976 war er für ein Jahr Visiting Fellow für Biomechanik an der Pennsylvania State University, ehe er als Direktor für Biomechanik an die ETH zurückkehrte.
1981 wurde er auf den Lehrstuhl für Biomechanik an die University of Calgary berufen. Durch die Olympischen Winterspiele 1988 in Calgary wurde dies das bestausgestattete Biomechaniklabor weltweit.
1983 wurde er International Fellow National Academy of Kinesiology. Von 1983 bis 1985 war Nigg Präsident der International Society of Biomechanics. 1998 wurde er Fellow der International Academy for Medical and Biological Engineering, 2002 Fellow der Canadian Society for Biomechanics, 2003 Korrespondierendes Mitglied der Schweizerischen Akademie der Medizinischen Wissenschaften. Nigg ist zudem Mitglied im Universitätsrat der Friedrich-Alexander-Universität Erlangen-Nürnberg.

## Ehrungen
- 2004 Dr. h.c. der Universität Salzburg
- 2007 Professor h.c. Shanghai University of Sport
- 2008 Dr. h. c. der Universität Innsbruck.